# اینگه سورنسن
اینگه سورنسن (دانمارکی: Inge Sørensen؛ ۱۸ ژوئیه ۱۹۲۴ – ۳ مارس ۲۰۱۱) شناگر اهل دانمارک بود.
وی در مسابقات کشوری و بین‌المللی در مجموع برندهٔ ۱ مدال طلا، ۱ مدال برنز شده‌است.